# 칼 11세
칼 11세(스웨덴어: Karl XI, 1655년 11월 24일 ~ 1697년 4월 5일)는 스웨덴의 국왕(1660년 ~ 1697년)이었다.  그는 자신의 부친 칼 10세 구스타브의 뒤를 이었고 유일한 왕위 계승자였다.  그는 겨우 4세였을 때 왕위에 올랐으나 20세였을 때까지 다스리지 않았다.  그의 부친은 칼 11세가 성숙에 도달할 때까지 그를 대표하여 다스렸던 섭정으로서 그의 모친을 임명하였다.  스웨덴은 그의 군주 아래 평화의 가장 긴 기간을 보았다.  그는 가까운 국가들과 동맹국을 형성하면서 잔인한 스코네 전쟁 후에 국가에서 평화를 유지하는 데 애썼다.  그는 국가가 재정적 독립을 달성하는 도움을 준 스웨덴 경제에서 중요한 변화들을 가져왔다.  그는 겸손한 왕으로 알려졌고 어쩌다 고위 공직자들은 그의 것보다 더욱 허세한 생활 양식을 살았다.  그는 대중의 왕이었고 넓게 퍼진 후원을 가졌다.  그는 자신이 할 수 없었던 그의 시민들의 사실상 상황을 이해하는 데 평민으로 변장하여 거리들을 가끔 걸어다녀 자신의 왕좌에 앉았다.  그는 또한 만약 자신의 시민들이 공직자들에 의하여 부당하게 혹은 형편없이 대접을 받았다면 확인하기를 원했다.  그는 국민들 사이에 동등권을 가져온 정부 구조와 군사에서 개혁들을 만들었다.

## 어린 시절

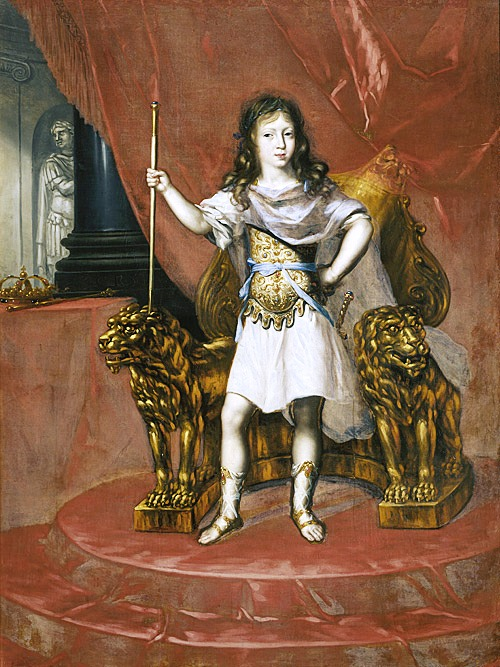
1660년 당시 5살이던 칼 11세의 모습

스톡홀름의 트레 크로노르 성에서 태어난 칼 11세는 칼 10세 구스타브와 헤트비히 엘레오노라 폰 슐레스비히고트로프의 외아들이었다. 그가 겨우 4세였을 때 그의 부친이 사망하였다.  칼 10세는 아들을 자신의 계승자로, 그리고 자신의 부인 헤트비히 엘레오노라를 자신의 아들이 성인이 될 때까지 그를 대표하여 다스릴 여왕 섭정으로 임명하였다. 그는 또한 자신의 부인에게 평의회에 2개의 투표와 마지막으로 할 말과 함께 섭정 위원회에 의석을 남겼다.  하지만 평의회는 즉시 전직 국왕의 의지를 도전하였다. 여왕 섭정은 냉담하였고 평의회의 의원들을 기쁘게 한 행정부의 정치 문제에 참여하지 않았다.
10대로서 그는 운동, 스포츠와 곰 사냥 같은 레크레이션 활동들에 더욱 기울어졌다. 근대의 학자들에 의하면 그는 잘 교육을 받지 않았고 외교 정책을 지휘하는 것에 무능했다고 한다.  그것은 당시 이해되지 않았던 상태인 난독증에 걸렸다는 것으로 나타난다. 그는 자신이 독일어 만을 할 수 있고 외국 사절들과 상호 작용을 하지 못하면서 궁정에서 소통을 하는 데 자신의 모친에 크게 의지 하였다. 1675년 9월 28일 칼은 20세의 나이에 왕관이 씌여졌다.

## 스코네 전쟁

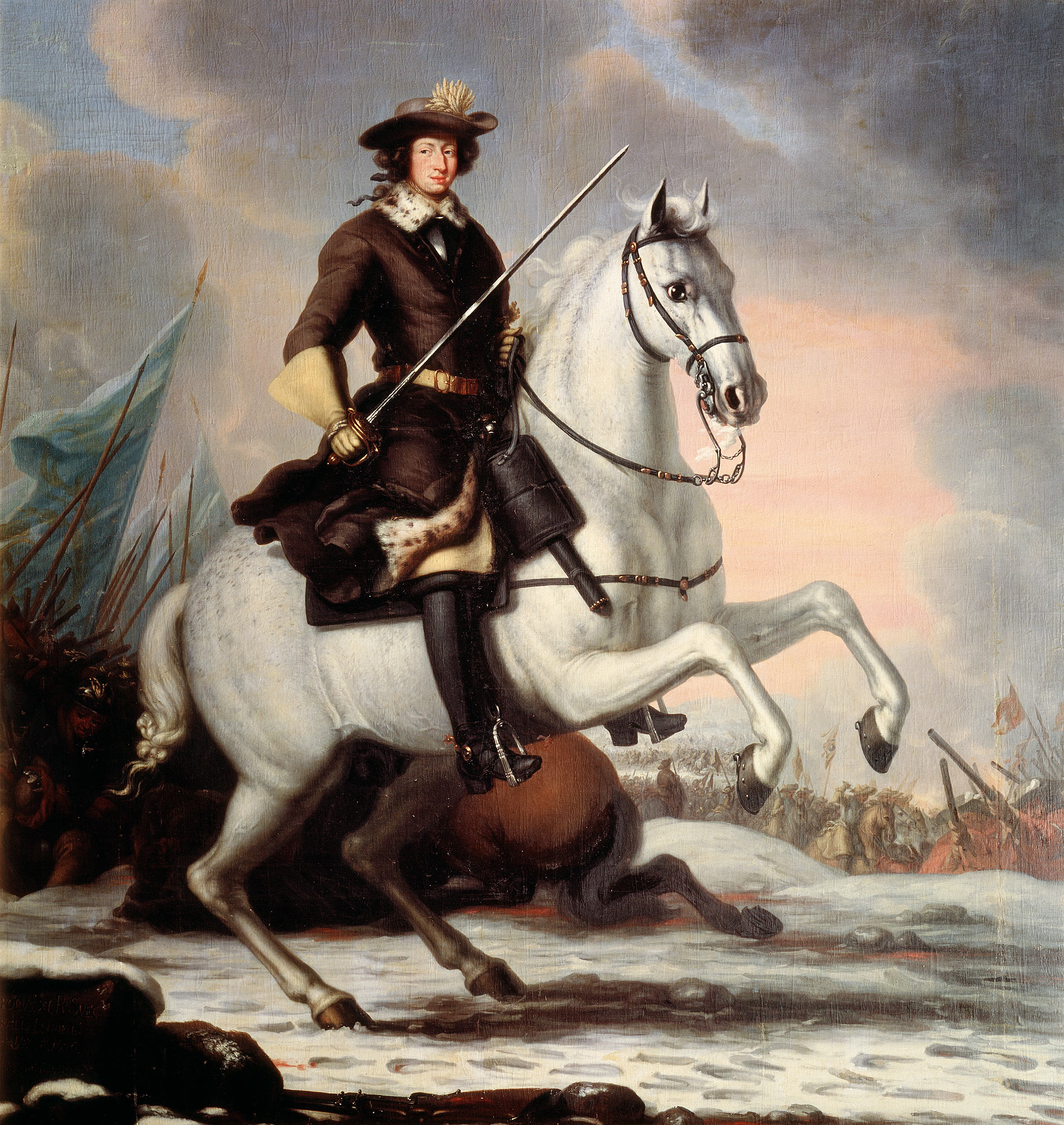
1676년 룬드 전투에서

1671년 스웨덴의 섭정은 프랑스와 계약을 체결하는 데 결정하였다.  거래는 전쟁의 이벤트에서 프랑스가 스웨덴을 뒷받침할 것이며 스웨덴의 감소하는 경제를 형상시킬 보조금을 마련할 것을 진술하였다. 스웨덴에서 정치적 긴장은 그들이 덴마크와 전쟁의 위기에 있었으면서 증가하였다.  충돌 가능성을 피하는 데 재상 닐스 바레는 울리카 엘레오노라 애 단마르크 왕녀가 스웨덴의 칼 11세에게 약혼되었을 때 결혼 동맹을 제안하였는 데 그럼에 불구하고 덴마크의 국왕은 페르벨린 전투에서 자신들의 패배 후에 아직도 스웨덴에 행렬을 했다. 평의회는 국내적 어려움과 괴롭혀졌고 칼 11세는 지원 없이 남겨졌다.  그러고나서 그는 다가오는 스코네 전쟁을 위하여 스웨덴 군대를 강화하는 데 자신의 시간의 대부분을 보냈다. 덴마크 군대는 스웨덴의 것보다 더욱 큰 수였고 1676년 5월까지 그들은 란스크로나와 헬싱보리를 점령하였다. 그해 8월 17일 그들은 할름스타드 전투에서 덴마크의 사단을 물리치고 그는 룬드를 향하여 행렬하였다.
룬드 전투는 8,000명의 군인들이 사망한 피투성이 된 일이 있었다.  스웨덴 군대는 용감하게 싸웠고 칼 11세는 전사로서 자신의 패기를 증명하였다.  그것은 놀랄만한 승리였고 그는 자신의 나머지 세월 동안 이 날을 축제벌였다. 그는 또한 란스크로나 전투에서도 승리를 거두었고 1679년 프랑스의 루이 14세는 칼 11세가 마지못해 동의했던 평화 조약을 맺었다. 그의 왕국은 온전하게 남아있었고 평화 조약들은 또한 퐁텐블로와 룬드의 조약들과 생제르망앙레 조약에서 덴마크와 브란덴부르크에 의하여 맺어지기도 했다.

## 재정적 회복
칼 11세의 군림 동안 그는 평화를 유지하고 경제를 강화하는 것에 자신의 노력들을 집중하였다.  경제는 전쟁들 후에 큰 타격을 입었고 재정적 위기들에 처해있었다.  1680년 그는 절감의 조건을 토론하는 데 "계급의 국회"를 불렀다. 그는 시초적으로 왕실의 재산이었던 아무 대지 혹은 칭호들을 되찾을 수 있었던 것을 진술한 감소를 구현하는 시간이었다는 것을 결정하였다. 이 정책의 실행을 감독하기 위해 단위가 세워졌다.  왕실은 그의 사망의 시간까지 대지의 거의 30%를 차지하였다.  귀족들은 그들이 기뻐하지 않았던 자신들의 호화로운 생활 약식을 포기해야 했다. 칼 11세가 자율성을 위태롭게 할 해외 기부에 의지하지 않기를 원하면서 그는 경제에서 급진적인 개혁을 일으켰고 그것은 스웨덴의 재정적 안정을 회복하였다.

## 정부 개혁
평의회는 그 권력의 대부분을 잃었고, 칼 11세는 덴마크인들이 스웨덴을 공격하는 데 이끌었던 그들의 결점 때문에 귀족에게 책임을 물었다. 1680년 스웨덴의 계급 조직의 하급 공직자들로 이루어진 "스웨덴 의회"는 칼 11세가 국가의 총수가 될 것이며 평의회가 자문 역할만 수행할 것을 공고하였다. 그해 그는 또한 친족주의보다 능력주의를 지지한 "순위표"를 소개하였다.  문관 근무는 평민들에게 더욱 접근하기 쉬어졌고 칼 11세는 이 조직의 기능에 예의주시하였다. 1682년까지 스웨덴 의회는 그의 주권을 확인하는 설계에 의하여 "국가평의회"에서 "왕의 회의"로 이름을 다시 지었다.

## 군사 개혁
1682년 칼 11세는 자신의 군대를 할당 제도로 개혁하기로 결정하였다.  그는 지주들이 카롤리너로 알려진 아무 시간에 상비군을 갖는 것으로 제안하였다. 연대는 그 신속성과 민첩성으로 알려졌고 군인들은 공격 훈련을 받았다.  그는 또한 현대전 기술에 투자하기도 했고 가끔 자신의 장교들을 현대의 전쟁 방법에 훈련을 받기 위해 외국으로 보냈다.

## 가족과 개인 생활

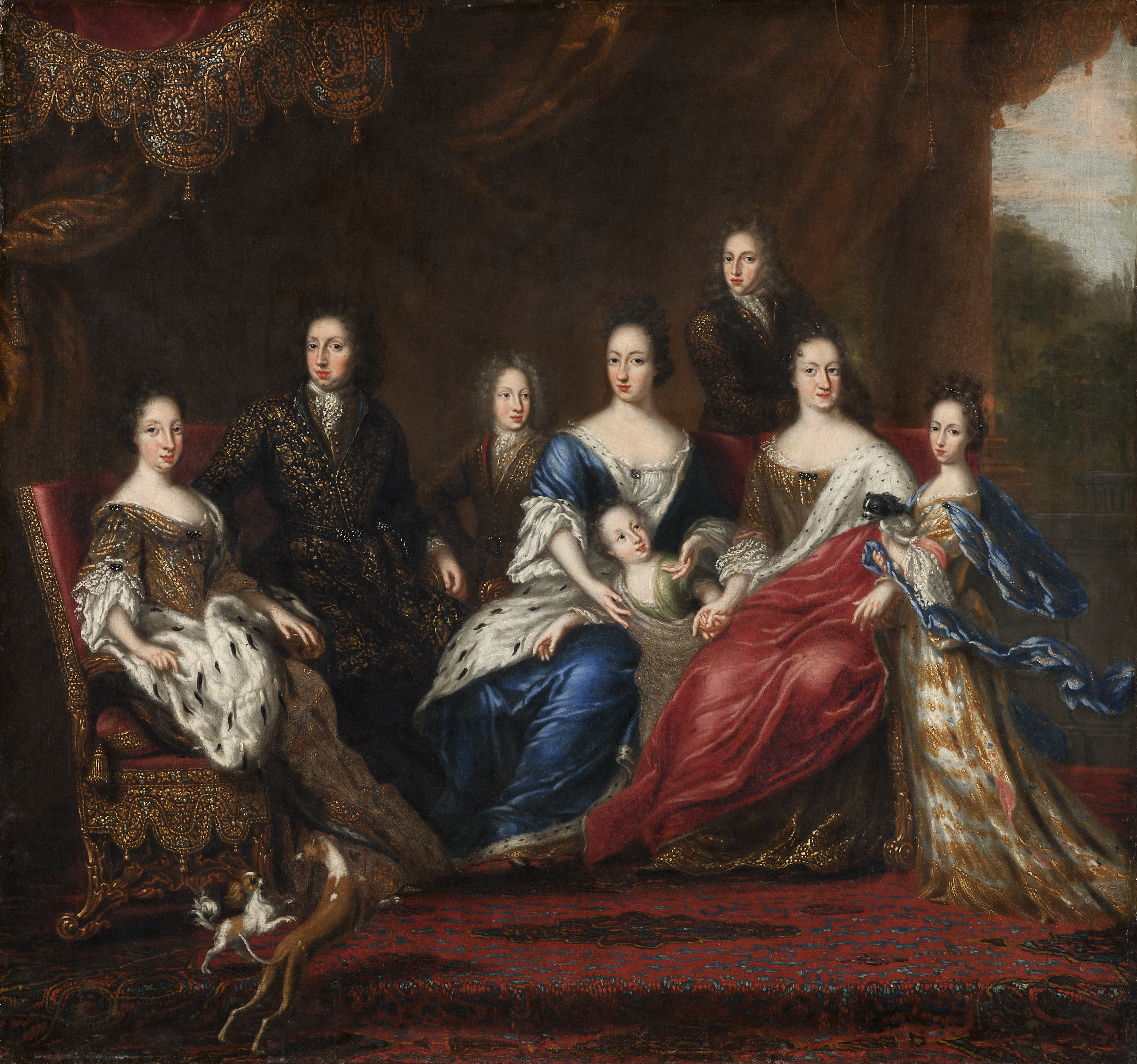
칼 11세의 가족

칼 11세는 시초적으로 자신의 사촌 율리아나 폰 헤센에슈베게에게 약혼되었다.  하지만 그들의 약혼은 깨졌고 1680년 5월 6일 그는 덴마크와 스웨덴 사이에 주로 정치적 동맹이었던 덴마크의 울리카 엘레오노라에게 결혼하였다. 결혼식은 작고 빨랐으며 스코토르프에서 열렸다.  그들은 7명의 자녀 (그중 3명만 성인기를 생존)를 두었다.  그의 아들 칼 12세가 그의 사후 왕위에 올랐다.
그의 부인 울리카는 자비로운 여성이었으며 자신의 일생에 많은이들을 도왔다.  칼 11세와 울리카는 다양한 관심사를 가지고 있었고 우호적인 관계를 나누었다. 그녀의 건강은 몇몇의 출산 때문에 쇠퇴하고 있었고 1693년까지 그녀는 누워있었다.  칼 11세는 1693년 7월 26일 그녀가 36세의 나이에 사망할 때까지 그녀를 돌보았다.
1694년 칼 11세는 심각한 복통으로부터 고통을 받기 시작하였으며 1697년 스톡홀름으로 돌아온 이후에만 그가 자신의 배에 큰 혹이 난 것을 알려졌다.  그는 그해 4월 5일 41세의 나이로 사망하였다.  이후의 조사들은 그가 위암에 걸렸다는 것을 증명하였다.

## 자녀
| 사진 | 이름                                      | 생일            | 사망                   | 기타                                                                          |
| ---- | ----------------------------------------- | --------------- | ---------------------- | ----------------------------------------------------------------------------- |
|      | 홀슈타인고토르프 공작부인 헤드비히 소피아 | 1681년 6월 26일 | 1708년 12월 22일(27세) | 프리드리히 4세 폰 슐레스비히홀슈타인고토르프 공작와 결혼, 표트르 3세의 할머니 |
|      | 칼 12세                                   | 1682년 6월 17일 | 1718년 11월 30일(36세) | 스웨덴 국왕                                                                   |
|      | 구스타프                                  | 1683년          | 1685년                 | 요절                                                                          |
|      | 울리크                                    | 1684년 7월 22일 | 1685년 3월 29일        | 요절                                                                          |
|      | 프레드리크                                | 1685년          | 1685년                 | 요절                                                                          |
|      | 칼 구스타프                               | 1686년          | 1687년                 | 요절                                                                          |
|      | 울리카 엘레오노라                         | 1688년 1월 23일 | 1741년 11월 24일(53세) | 스웨덴 여왕, 프레드리크 1세와 결혼                                            |

## 같이 보기
- 스웨덴 제국